# Amro Hamzawi
Pour les articles homonymes, voir Hamzawi.
Amro Hamzawi est un scénariste et réalisateur français né au Liban, le 15 août 1974. Il est le frère aîné de la romancière Hadia Decharrière et de l’humoriste Nora Hamzawi .

## Biographie
Après des études de cinéma à l'USC School of Cinematic Arts à Los Angeles, Amro Hamzawi travaille aux Etats-Unis.
Tout d’abord en 2003, comme assistant réalisateur auprès de Michel Gondry, pour le film Eternal Sunshine of the Spotless Mind.
Pendant une pause du tournage de ce 
film, il est également cadreur pour le court métrage Pecan Pie, également réalisé par Gondry, et qui met en scène Jim Carrey ainsi que Éric et Ramzy.
Puis en 2004-2005, il travaille auprès du cinéaste Curtis Hanson pour les films In her shoes et Lucky You, toujours en tant qu’assistant réalisateur.
De retour en France, il perce comme co-scénariste de la comédie romantique 20 ans d'écart,,.
En 2018, il tourne son premier long-métrage de réalisateur, la comédie Éléonore, dont il écrit également le scénario. Sa sœur Nora Hamzawi y tient le rôle principal, aux côtés notamment de André Marcon, Dominique Reymond et Julia Faure.

## Filmographie

### Scénariste
- 2013 :  20 ans d'écart (idée originale, scénario et dialogues, adaptation)
- 2020 : Éléonore (scénario)

### Réalisateur
- 2020 : Éléonore

## Distinctions et sélections
- Festival du film francophone d'Angoulême 2020 : Sélection officielle, en compétition, pour Éléonore
- Festival de films francophones Cinemania 2020 : Sélection officielle, dans la catégorie "comédies d'un genre nouveau" pour Éléonore
- Festival international du film francophone de Tübingen - Stuttgart 2020 : Sélection, en compétition internationale, pour Éléonore
- Festival du film de Cabourg - Journées romantiques 2013 : Ciné Swann pour 20 ans d'écart
- Festival international du film de comédie de l'Alpe d'Huez 2013 :
  - Long-métrage hors compétition pour 20 ans d'écart
  - Film de clôture pour 20 ans d'écart